# Liste der Naturdenkmäler in Ahrntal
Die Liste der Naturdenkmäler in Ahrntal (italienisch Valle Aurina) enthält die achtzehn als Naturdenkmal ausgewiesenen Objekte auf dem Gebiet der Gemeinde Ahrntal in Südtirol.
Basis ist das im Internet einsehbare offizielle Verzeichnis der Naturdenkmäler in Südtirol (Stand: 23. Januar 2015). Dabei kann es sich um botanische, geologische oder hydrologische Naturdenkmäler handeln. Die Reihenfolge in dieser Liste orientiert sich an der ID, alternativ ist sie auch nach dem Namen sortierbar.

## Liste
| Foto |                 | Name                                                                                   | Standort                     | Beschreibung                                         |
| ---- | --------------- | -------------------------------------------------------------------------------------- | ---------------------------- | ---------------------------------------------------- |
| BW   | Datei hochladen | Gruppe von Lärchen bei Luttach ID: 002_G01                                             | 46° 56′ 58″ N, 11° 54′ 57″ O | Botanisches Naturdenkmal: Lärche                     |
| BW   | Datei hochladen | 1 Bergahorn beim Feuchterhof ID: 002_G02                                               | 46° 56′ 43″ N, 11° 51′ 25″ O | Botanisches Naturdenkmal: Ahorn                      |
| BW   | Datei hochladen | Häusergangfichte ID: 002_G03                                                           | 46° 57′ 49″ N, 11° 55′ 0″ O  | Botanisches Naturdenkmal: Fichte                     |
| BW   | Datei hochladen | Tristensee ID: 002_G04                                                                 | 46° 56′ 56″ N, 11° 49′ 23″ O | Hydrologisches Naturdenkmal: See                     |
| BW   | Datei hochladen | Mitterbachsee ID: 002_G05                                                              | 46° 59′ 29″ N, 11° 51′ 1″ O  | Hydrologisches Naturdenkmal: See                     |
| BW   | Datei hochladen | Walcherbachsee ID: 002_G06                                                             | 47° 2′ 59″ N, 12° 2′ 9″ O    | Hydrologisches Naturdenkmal: See                     |
| BW   | Datei hochladen | Grießbachsee ID: 002_G07                                                               | 47° 3′ 9″ N, 12° 2′ 50″ O    | Hydrologisches Naturdenkmal: See                     |
| BW   | Datei hochladen | Frankbachfall ID: 002_G08                                                              | 46° 59′ 40″ N, 11° 57′ 26″ O | Hydrologisches Naturdenkmal: Wasserfall              |
| BW   | Datei hochladen | Klaussee ID: 002_G09                                                                   | 46° 57′ 55″ N, 11° 59′ 37″ O | Hydrologisches Naturdenkmal: See                     |
| BW   | Datei hochladen | Platter Wand ID: 002_G10                                                               | 46° 59′ 33″ N, 11° 57′ 7″ O  | Geologisches Naturdenkmal: Geomorphologisches Objekt |
| BW   | Datei hochladen | Schwarzenbachfall ID: 002_G11                                                          | 46° 57′ 34″ N, 11° 54′ 43″ O | Hydrologisches Naturdenkmal: Wasserfall              |
| BW   | Datei hochladen | Nocklacke ID: 002_G12                                                                  | 46° 55′ 57″ N, 11° 53′ 38″ O | Hydrologisches Naturdenkmal:                         |
| BW   | Datei hochladen | Keilbachmoos ID: 002_G13                                                               | 47° 1′ 23″ N, 11° 58′ 4″ O   | Hydrologisches Naturdenkmal:                         |
| BW   | Datei hochladen | 1 Linde in Steinhaus ID: 002_G14                                                       | 46° 59′ 43″ N, 11° 58′ 51″ O | Botanisches Naturdenkmal: Linde                      |
| BW   | Datei hochladen | 1 Lärche beim Außerhofer ID: 002_G15                                                   | 46° 56′ 51″ N, 11° 52′ 21″ O | Botanisches Naturdenkmal: Lärche                     |
| BW   | Datei hochladen | Quarzgang in der Örtlichkeit Schlesper bei St. Peter ID: 002_P01                       | 47° 0′ 24″ N, 12° 2′ 45″ O   | Geologisches Naturdenkmal: Mineralienfundstelle      |
| BW   | Datei hochladen | Katzenkofel im hintersten Puinlandtal (Fundstelle für Transkalke-Dolomite) ID: 002_P02 | 46° 58′ 49″ N, 12° 3′ 33″ O  | Geologisches Naturdenkmal: Mineralienfundstelle      |
| BW   | Datei hochladen | Durreck-Kees ID: 002_P03                                                               | 46° 57′ 53″ N, 12° 1′ 29″ O  | Hydrologisches Naturdenkmal: Gletscher               |

| Foto: | Fotografie des Naturdenkmals. Klicken des Fotos erzeugt eine vergrößerte Ansicht. Daneben finden sich zwei Symbole: |
| ID    | Identifikator bei der Abteilung Natur, Landschaft und Raumentwicklung der Südtiroler Landesverwaltung               |